# Araneus gestroi
Araneus gestroi là một loài nhện trong họ Araneidae.
Loài này thuộc chi Araneus. Araneus gestroi được Tord Tamerlan Teodor Thorell miêu tả năm 1881.